# Rocco van Rooyen
Rocco van Rooyen (* 23. Dezember 1992 in Bellville, Westkap) ist ein südafrikanischer Leichtathlet, der sich auf den Speerwurf spezialisiert hat.

## Sportliche Laufbahn
Rocco van Rooyen nimmt seit 2010 an Wettkämpfen im Speerwurf teil. Nachdem er im April südafrikanischer U20-Meister wurde, trat er im Sommer bei den U20-Weltmeisterschaften im kanadischen Moncton an. Dort verbesserte er sich im Finale auf 74,13 m, womit er den sechsten Platz belegte. Ein Jahr darauf nahm er erstmals an den nationalen Meisterschaften bei den Erwachsenen teil, bei denen er Siebter wurde. Im Mai trat er bei den U20-Afrikameisterschaften in Botswana an. Dort gelang ihm mit Bestleistung von 75,72 m der Gewinn der Goldmedaille. In den folgenden Jahren kam er zunächst nicht mehr in die Nähe seiner Bestmarke, konnte 2013 allerdings erstmals Südafrikanischer Meister werden. Seitdem kamen noch zwei weitere nationale Meistertitel (2015, 2019) dazu. Erst 2014 konnte er im Mai mit 80,10 m erstmals über 80 Meter werfen und auch gleichzeitig seine Bestleistung stark verbessern. Im August nahm er zunächst an den Commonwealth Games in Glasgow teil. Dabei gelang ihm der Finaleinzug, in dem er den sechsten Platz belegte. Zwei Wochen später trat er dann bei den Afrikameisterschaften in Marrakesch teil. Dabei kam er im Finale auf 75,41 m, mit denen er ebenfalls Sechster wurde.
2015 steigerte van Rooyen sich im Mai auf 85,39 m, die seitdem als seine Bestleistung zu Buche stehen. Damit erfüllte er auch die Qualifikation für die Weltmeisterschaften in Peking. Dort scheiterte er allerdings in der Qualifikation und belegte insgesamt den 28. Platz. Im Jahr darauf gelang ihm auch für die Olympischen Sommerspiele in Rio de Janeiro die Qualifikation. In der Qualifikation kam er auf 78,48 m und verpasste den Finaleinzug damit. Bei den Weltmeisterschaften in London 2017 belegte er nach der Qualifikation den 30. Platz. Danach nahm er bislang nicht wieder an internationalen Meisterschaften teil. Im Frühjahr 2021 warf er den Speer schließlich auf eine neue persönliche Bestleistung von 85,97 m und schaffte damit zum zweiten Mal die Qualifikation für die Olympischen Sommerspiele. In Tokio warf er den Speer in der Qualifikation allerdings nur auf 77,41 m und verpasste damit den Einzug in das Finale.

## Wichtige Wettbewerbe
| Jahr                  | Veranstaltung             | Ort                   | Platz                 | Disziplin             | Weite                 |
| Startet für Südafrika | Startet für Südafrika     | Startet für Südafrika | Startet für Südafrika | Startet für Südafrika | Startet für Südafrika |
| --------------------- | ------------------------- | --------------------- | --------------------- | --------------------- | --------------------- |
| 2010                  | U20-Weltmeisterschaften   | Moncton               | 6.                    | Speerwurf             | 74,13 m               |
| 2011                  | U20-Afrikameisterschaften | Gaborone              | 1.                    | Speerwurf             | 75,72 m               |
| 2014                  | Commonwealth Games        | Glasgow               | 6.                    | Speerwurf             | 76,84 m               |
| 2014                  | Afrikameisterschaften     | Marrakesch            | 6.                    | Speerwurf             | 75,41 m               |
| 2015                  | Weltmeisterschaften       | Peking                | 28.                   | Speerwurf             | 75,55 m               |
| 2016                  | Olympische Sommerspiele   | Rio de Janeiro        | 24.                   | Speerwurf             | 78,48 m               |
| 2017                  | Weltmeisterschaften       | London                | 30.                   | Speerwurf             | 74,02 m               |
| 2021                  | Olympische Sommerspiele   | Tokio                 | 23.                   | Speerwurf             | 77,41 m               |

## Leistungsentwicklung
- 2010: 74,13 m
- 2011: 75,72 m
- 2014: 80,10 m
- 2015: 85,39 m
- 2020: 85,80 m
- 2021: 85,97 m

## Sonstiges
Van Rooyen ist verheiratet und arbeitet als Medizinischer Vertreter einer Krankenversicherung. Im Jahr 2019 war van Rooyen Teilnehmer an der Spielshow Survivor South Africa: Island of Secrets.